# 8165 Gnädig
8165 Gnädig eller 1990 WQ3 är en asteroid i huvudbältet som upptäcktes den 21 november 1990 av den belgiske astronomen Eric W. Elst vid La Silla-observatoriet. Den är uppkallad efter den tyske amatörastronomen Arno Gnädig.
Asteroiden har en diameter på ungefär 5 kilometer.